# Провулок Плещеєва (Київ)
Прову́лок Плеще́єва — провулок у Голосіївському районі міста Києва, місцевість Корчувате. Пролягає від Ходосівської вулиці до Новопирогівської вулиці.

## Історія
Виник в 1-й половині XX століття під назвою Лагерний провулок. Сучасна назва на честь російського поета Олексія Плещеєва — з 1955 року.